# High Knoll Fort
High Knoll Fort (ehemals wohl auch High Knoll Citadel) ist eine Befestigungsanlage auf der Atlantik-Insel St. Helena, einem gleichberechtigten Teil des Britischen Überseegebietes St. Helena, Ascension und Tristan da Cunha. Das aktuelle Fort wurde 1874 von der East India Company als Redoute im heutigen Distrikt St. Paul’s errichtet.

## Geschichte
Die erste Festung am heutigen Standort des High Knoll Fort wurde um 1790 oder 1799 im Auftrag von Gouverneur Robert Brooke errichtet. Es soll sich um eine Festung ähnlich einem Martello-Turm gehandelt haben.
High Knoll Fort diente zur Verteidigung der Hauptsiedlung Jamestown, insbesondere dem Zugang zum Ladder Hill am oberen Ende der heutigen Jakobsleiter.
Nach weitreichenden Sanierungs- und Renovierungsarbeiten wurde das Fort am 25. April 2015 durch den St. Helena National Trust wieder für Einwohner und Touristen geöffnet. Es zählt zu den Sieben Wundern von St. Helena. High Knoll Fort genießt als Bauwerk der Denkmalschutzkategorie Grade I höchsten Schutz und ist ein anerkanntes historisches Schutzgebiet.

## Galerie

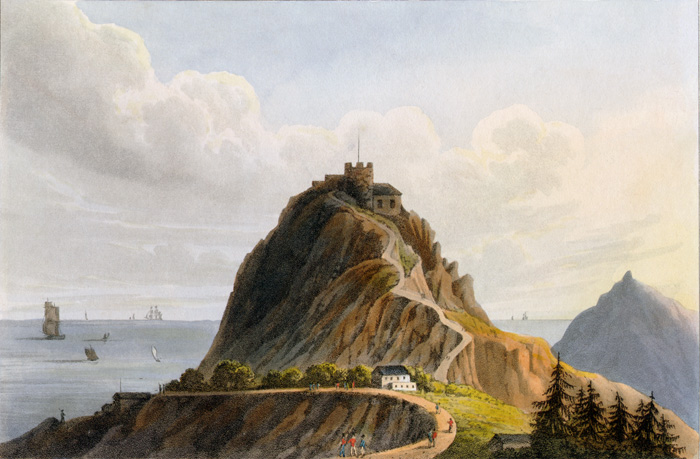
High Knoll Fort um 1820
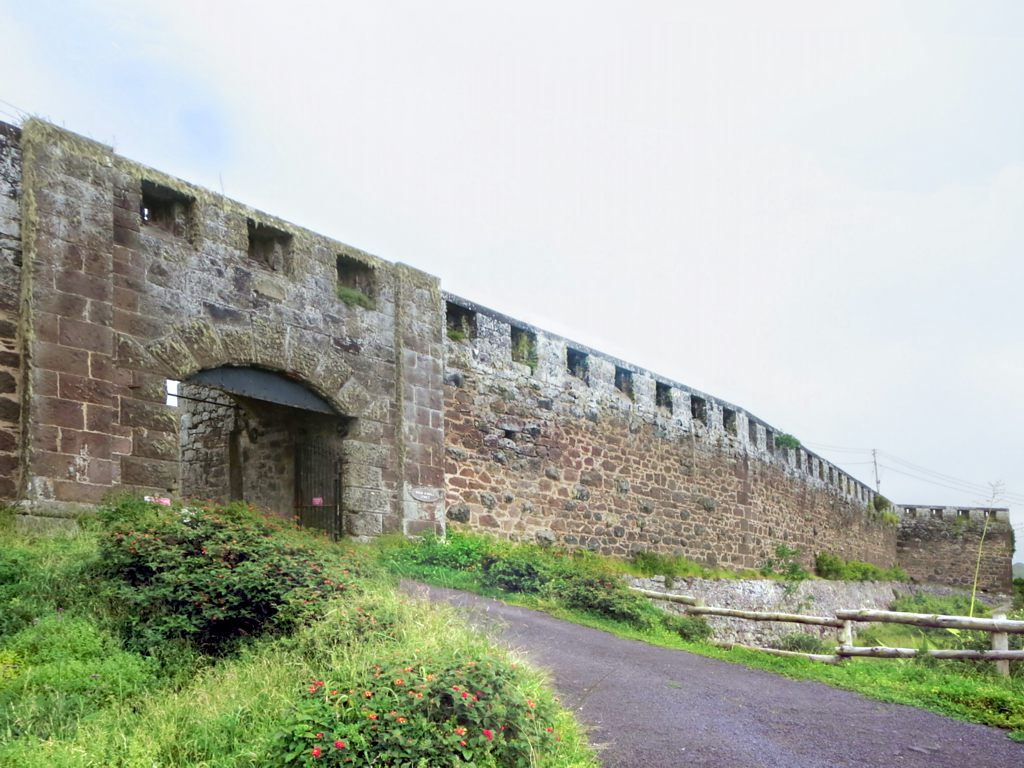
Tor zum High Knoll Fort
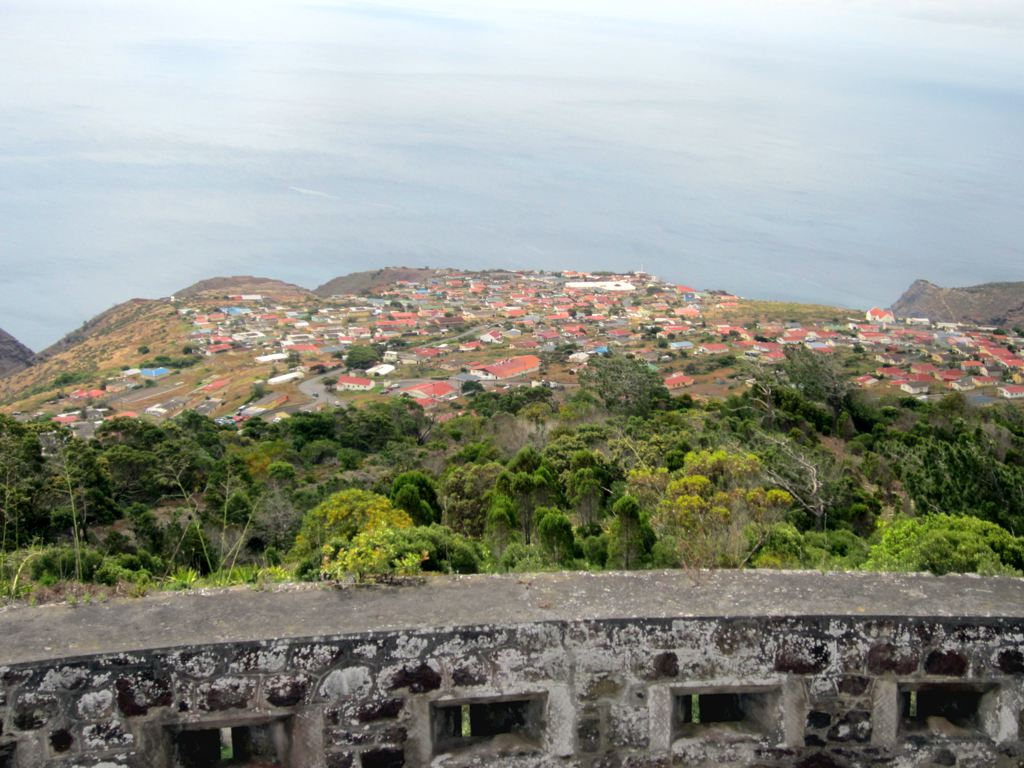
Blick vom Fort auf Half Tree Hollow
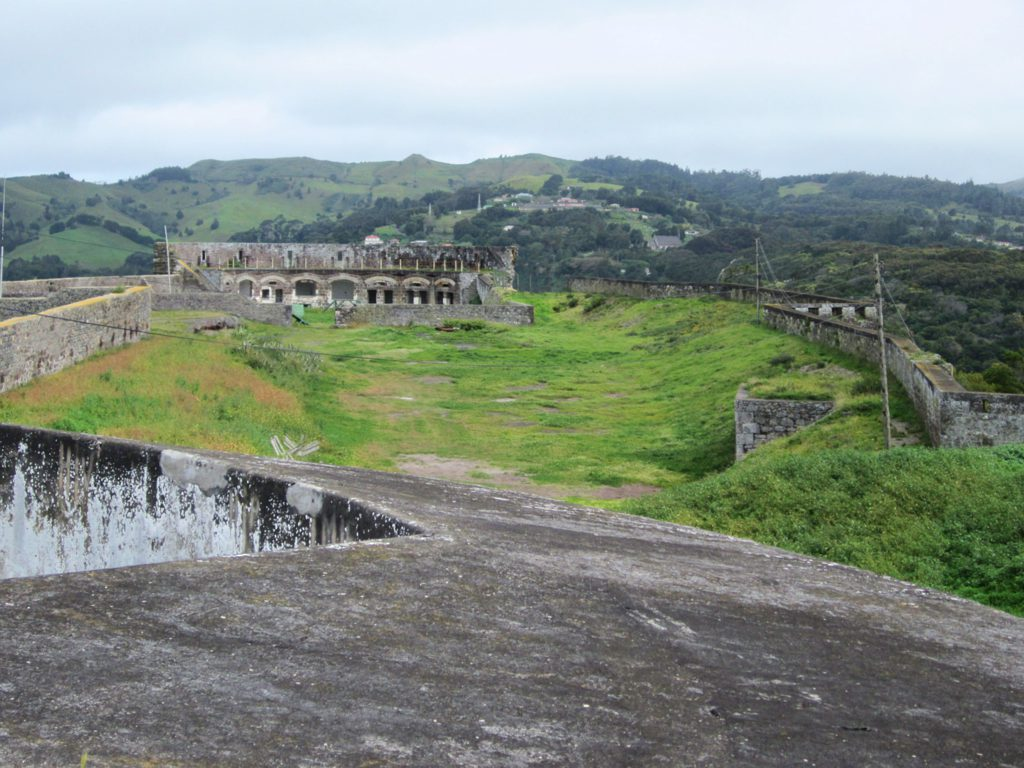
Innenhof des Forts